# Álex de la Nuez
Alejandro de la Nuez Magarzo, más conocido como Álex de la Nuez (Madrid, 9 de septiembre de 1962), es un músico y compositor español. 
En 1980 fue miembro de la banda Zombies, con los que grabó la famosa canción «Groenlandia». En 1981 sustituyó durante seis a Felipe Lipe, bajo del grupo Tequila, en esta banda musical,[cita requerida] pero se le conoce sobre todo por fundar el dúo Álex & Christina a finales de los años 1980 con la cantante hispano-danesa Christina Rosenvinge. 
Ya en solitario, en 1994, obtuvo su mayor éxito con la canción «Dame más», versión del tema «Give it up» de la Steve Miller Band, que fue n.º 1 de ventas. Durante años compone música para anuncios y ha ganado varios premios, destacando el Ondas a la mejor cuña radiofónica.
En 2010 forma el grupo Belle de Jour. Una década después, en mayo de 2020, presenta el tema Rimando hasta la victoria.

## Discografía

### Con Zombies
- Extraños Juegos (RCA, 1980)
- La Muralla China (RCA, 1981)

### Con Magia Blanca
- Magia Blanca (1985)

### Con Álex & Christina
- Álex & Christina (WEA, 1987)
- El ángel y el diablo (WEA, 1989)

### En solitario
- Pura ficción (BMG Ariola, 1993)
- Diez buenas razones (Hansolo Records, 2002)
- Rimando hasta la victoria (2020)

### Con Belle de Jour
- Belle de Jour (Hansolo Records, 2012)

## Otras colaboraciones
La actividad artística de Álex de la Nuez es muy extensa.
Además de lo mencionado, fue miembro del grupo inglés The Talk, músico de sesión como guitarrista grabando, entre otras cosas, el disco más vendido de la historia de Mecano Descanso dominical. Productor, entre otros, de Azúcar Moreno y de Objetivo Birmania. Compositor para Greta y los Garbo, Thalía, Azúcar Moreno. Colaboró con Melingo y sus "Lions in Love" y compuso para su cantante Stephanie Ringes con su proyecto "Shiva Sound System".
Colabora en el directo "Diario de un Músico" del pianista Oscar Lobete